# Liam Boyce
Liam Boyce, né le 8 avril 1991 à Belfast, est un footballeur professionnel nord-irlandais jouant au poste d’avant-centre. Jouant actuellement pour le Derry City Football Club, Boyce a été sélectionné en équipe d'Irlande du Nord de football.

## Biographie
Le 20 juin 2017, il rejoint Burton Albion.
Le 25 janvier 2020, il rejoint Hearts.

## Palmarès
Avec Cliftonville :
- Champion d'Irlande du Nord en 2013 et 2014
- Vainqueur de la Coupe de la Ligue d'Irlande du Nord en 2013 et 2014
- Meilleur buteur du championnat d'Irlande du Nord lors de la saison 2012-2013 avec 29 buts marqués.

Avec Ross County :
- Vainqueur de la Coupe de la Ligue écossaise en 2016
- Meilleur buteur du championnat d'Écosse en 2017 (23 buts)
- Meilleur buteur de la Coupe de la ligue anglaise en 2020 (5 buts)

Avec Heart of Midlothian :
- Vainqueur de la Scottish Football League First Division (deuxième division) en 2021.
- Finaliste de la Coupe d'Écosse en 2022.

### Distinctions individuelles
- Membre de l'équipe-type de Scottish Championship (deuxième division) en 2021.